# Oaks (Oklahoma)
Oaks és un poble dels Estats Units a l'estat d'Oklahoma. Segons el cens del 2000 tenia 412 habitants.

## Demografia
Segons el cens del 2000, Oaks tenia 412 habitants, 125 habitatges, i 86 famílies. La densitat de població era de 98,8 habitants per km².
Dels 125 habitatges en un 36% hi vivien nens de menys de 18 anys, en un 44,8% hi vivien parelles casades, en un 16,8% dones solteres, i en un 30,4% no eren unitats familiars. En el 28% dels habitatges hi vivien persones soles el 14,4% de les quals corresponia a persones de 65 anys o més que vivien soles. El nombre mitjà de persones vivint en cada habitatge era de 2,97 i el nombre mitjà de persones que vivien en cada família era de 3,64.
Per edats la població es repartia de la següent manera: un 38,3% tenia menys de 18 anys, un 11,7% entre 18 i 24, un 21,6% entre 25 i 44, un 19,4% de 45 a 60 i un 9% 65 anys o més.
L'edat mediana era de 25 anys. Per cada 100 dones de 18 o més anys hi havia 86,8 homes.
La renda mediana per habitatge era de 25.268 $ i la renda mediana per família de 27.396 $. Els homes tenien una renda mediana de 19.375 $ mentre que les dones 15.000 $. La renda per capita de la població era de 8.031 $. Entorn del 18,7% de les famílies i el 29,9% de la població estaven per davall del llindar de pobresa.

## Poblacions més properes
El següent diagrama mostra les poblacions més properes.